# ナックのパイロット版作品
ナックのパイロット版作品（ナックのパイロットばんさくひん）では、ナック（のちのICHI）によりパイロット版が製作されたアニメーション作品群（正式版が存在しない作品も含む）について解説する。

## 概要
『スーパータロム』『透明少年探偵アキラ』『おこれ!!ノンクロ』などの作品が、当時のナックによりパイロット版が製作されている。後述する通り、当初の視聴手段が「『チャージマン研!』のDVDの付属」というものであったため、『チャー研』と関連して扱われることも多い。
いずれの作品もスタッフ、声優は非公開。また『スーパータロム』『おこれ!!ノンクロ』には主題歌や劇中歌が存在するが、タイトル、作詞者、作曲者、歌ともに非公開である。

## 視聴方法
上記の作品群は、当初ニューシネマジャパン（販売元はアニメの王国）から発売された『チャージマン研!』のDVDで視聴することができた。しかし当時の目で見ても著しく劣悪な商品であったうえ、権利関係の問題で間もなく発売中止となっている。しかし、このDVDを通して3作品が話題になっていったとICHI代表取締役は推察している。
その後『透明少年探偵アキラ』は2012年1月14日にキッズステーションで放送された。
さらに2021年には、ベストフィールドから発売された『チャージマン研!』のBlu-ray付属の特典DVDにも、『のら犬ペスの冒険』など共に3作品が収録された。
なお、以下の各作品の解説は、特記なき限り「アニメの王国版」に基づく。

## スーパータロム
本作に関わったという真佐美ジュンは、自身のブログで「西野清市社長は、10分なら1ヶ月もあれば作れるだろうぐらいに考えていた。それが2ヶ月にもおよび、作品も23分になってしまった。」と語っている。アニメの王国版ではこれを短縮したとみられる約10分版が収録されているが、『チャージマン研!』のBlu-ray付属ディスクの収録版では23分版となっている。2022年4月1日にはICHIの公式YouTubeチャンネルで23分版が公開された。

### あらすじ（スーパータロム）
300年前、予言者ノストラダムは1999年に天庭からの火球によって世界が滅ぶと予言した。そして現代。海坊主の出現、大洪水、オニヒトデの異常繁殖など様々な異変が起こり、科学技術庁は海底調査に乗り出す事になった。それと同時期、科学技術庁の科学者である日暮里博士の元に旧友である西沢博士から手紙が届く。
西沢はノストラダムが予言した1999年の世界滅亡に備え、八丈小島の研究所で30年にも渡ってサイボーグの研究を進めていた。そしてタロム、ルビー、ファイターの3体のサイボーグを完成させたのだ。末期の癌で余命幾許もない西沢は、自分の命をサイボーグ達に与える事を日暮里に頼み、それを引き受けた日暮里はタロムには「正義」、ルビーには「博愛」、ファイターには「闘志」を与える事で彼らに命を宿した。やがて西沢は「3人をよろしく頼む」と日暮里に言い残して死亡した。
少し時は流れ、タロム達は日暮里夫妻の養子として平穏に暮らしていた。同じ頃、とある港では予定されていた海底調査のためロボットが発進していくが、世界征服を企むカイザーが念力でロボットの制御を奪い、船を沈めてしまう。さらに原子力船を沈めんとするカイザーを止めるため、日暮里はタロムたちに真実を告げるのだった。
なお、約10分版はタロム達に西沢の命を吹き込むシーンから始まっており、それ以前の前半部分は丸ごとカットされている。他にもタロム達の日常を描くシーンなどもカットされている。

### 登場人物（スーパータロム）
タロム
西沢から「正義」を与えられたロボット（作中ではサイボーグと呼ばれる）。西沢曰く「地球を守るために力を入れて開発した、最も強いサイボーグ」とのこと。劇中歌では千万馬力の力があるとされている。カイザーを止めるために自分から攻撃を仕掛けていく怖いもの知らずな性格だが、それが災いして自身を苦しめる念力に突入してしまった。「スーパータロム GO!!」の掛け声を放つと、腰の後ろに取り付けられたジェットエンジンで空を飛ぶことができる。
必殺技は「タロムリング」を投げつける「アルファースルー」。コントロールに難があり、命中させた時はタロム自身が不思議がっていた。また、ルビーやファイターと協力することで「スーパーバリヤー」を張り、自分達や周囲の物を外的要因から守ることができる。
劇中歌によると「人間よりも人間らしく」をモットーにしているが、母親が泣いているのを見て「目から水が出ている」と不思議がるなど理解不足な面も見られる。
ルビー
西沢から「博愛」を与えられたロボット。自身に飛行能力はなく、翼付きの車「スーパーカー」で空を飛ぶ。自分から攻撃することはないものの、タロムに危険を忠告したり、カイザーの操るロボットの弱点を突き止めたりと、様々な面からタロムの戦闘をサポートする。しかし、タロムがカイザーの念力攻撃で危機に陥った際には「頑張ってちょうだい」と言うだけであった。また、長い台詞を息継ぎなしでまくしたてる事がある。「キュピ」という独特の足音を立てて歩く。日暮里曰く、西沢の亡き妻であるユキコにそっくりらしい。
ファイター
西沢から「闘志」を与えられたロボット。ルビーと同様に飛行能力はなく、ルビーと共に「スーパーカー」に乗って空を飛ぶ。本編「チャージマン研!」のバリカンに酷似した容姿で、バリカンと同様に亀のように頭と手足を胴体に収納して突撃することができる。作中ではこの突撃でカイザーの念力攻撃をキャンセルさせ、退却に追い込んだ。
カイザーに攻撃した時の「ファイターGO!!」の掛け声以外は総じて声が小さく、滑舌が悪い。これは本編のバリカンにも通じている。
23分版ではサイボーグのプロトタイプであった事が明かされている。タロム達と違って機械が不完全なために消化ができず、食べた物は原料レベルに分解されるのみである。
西沢（にしざわ）
タロム達に命を宿した科学者。長く伸ばした白髭が特徴。サイボーグの研究者であったが、自身が起こしたバイク事故で妻・ユキコを亡くして以来、人知れず八丈小島で隠遁生活を送っていた。同時に、やがて来る人類の危機に備えてタロム達の開発に人生を捧げていたが末期の癌に侵され、命尽きる前に自分の生命をタロム達に宿す事を日暮里に依頼する。タロム達に自身の命を与えた後、「3人をよろしく頼む」と日暮里に言い遺して亡くなった。
日暮里（にっぽり）
西沢の親友の科学者。科学技術庁に所属し、海底調査の指揮をとっていた。西沢の死後は自らが父親となってタロム達の世話をしており、自身が本当の父親でないことをタロム達に明かした際に「これからもパパで居続けてほしい」と声を掛けられたことから、タロム達から厚い信頼を寄せられていることが窺える。
10分版では前半部分がカットされている関係で、名前も素性も不明のまま終わる。そのため、23分版が公開されるまでは漫画版でしか名前を確認できなかった。
記者
社会部の記者で、日暮里の知人である男性。海で多発する事件から、地球に異常が起きているのではないかと睨んで取材をしている。海底調査ロボの出動の際にも居合わせ、日暮里に「子供達は元気か？」と問い掛けるが、日暮里はなぜか曖昧な返事しかしなかった。
10分版では前半部分がカットされている関係で、素性も日暮里との関係も不明のまま終わる。
オペレーター
海底調査ロボのオペレーターを務める男性。ロボの制御が効かなくなり、原子力船のいる北北西に向かった際には高いテンションで慌てた。
カイザー
世界征服を企む男。潜水艦から海底調査ロボを操って、貨物船を沈めたり住居を破壊したりと凶行を繰り返させる。また、艦内にはもう一人の仲間がいるのが確認できる。
タロムをロボットのアームで弾き飛ばすなど善戦していたが、潜水艦がファイターの突撃を受けたことで損傷し一旦退却した。その後の動向は不明。
タロムの母
日暮里の妻。日暮里が引き取って来たタロム達を我が子のように可愛がっており、タロム達も「ママ」と呼び慕っている。
10分版では途中の登場シーンが全てカットされているため、ラストで唐突に登場する。
ユキコ
西沢の妻。故人。30年前、新婚旅行で訪れた八丈島にて西沢の運転するオートバイに同乗していたが、西沢が謎の光に気を取られて転倒事故を起こし、そのまま命を落とした。
10分版では登場シーンや触れられる台詞は全てカットされている。

### コミカライズ版
たのしい幼稚園版
1973年のたのしい幼稚園にコミカライズ版が掲載されている。まんがはのぐち竜。名前が本編と違うキャラクターがあり、タロムの母は「おくさん」、カイザーは「シュランツはかせ」という名前で登場する。
別冊たのしい幼稚園版
1973年の別冊たのしい幼稚園にコミカライズ版が掲載されている。まんがは池原成利。4コマ漫画として掲載されていたため、展開が非常に速いものとなっている。
テレビマガジン版
1973年のテレビマガジンにコミカライズ版が掲載されている。まんがは新宅よしみつ。本編と作画が大幅に異なっているのが特徴。オリジナルキャラクターとして「秋葉原博士」が登場する。

## 透明少年探偵アキラ

### あらすじ（透明少年探偵アキラ）
上野にある国立博物館に収蔵されている絵画「モナリザの微笑み」を鑑賞するため、SPらとともに田中総理が来館する。ところが、展示室に着くと彼らは毒ガスを噴射し警備員を殺害、モナリザの微笑みを奪って逃走する。彼らの正体は悪の組織「Z団」（ゼットだん）だったのだ。
場面は変わって古川探偵事努所〔ママ〕。探偵のアキラは所長の古川と共に事件の捜査に乗り出そうとしていた。

### 登場人物（透明少年探偵アキラ）
アキラ
本作の主人公。古川探偵事務所に所属している。透明人間であり、通常の洋服のほか、常に肌色の手袋やマスクも着用している。また、屈強な肉体を持ち、かなりの高さから落とされても無傷で済んだ。
古川と共に事件の捜査に乗り出すも、Z団に捕縛され怪奇鳥の餌にされかけるが命からがら脱出した。透明時になぜかZ団団員の前でりんごを食べて挑発するなど、透明人間のアドバンテージを自ら潰すような行為を行っており、雨に降られた所為で居場所がばれたり、Z団のナイフ使いや団長にはすぐに居場所を見破られたりと、透明人間の利点をあまり活かせていない。腕っ節は強く、Z団の団員数名を格闘で倒している。しかし必要とあらば、銃で人質を取って相手を脅す事も厭わない。
古川
元・鬼刑事といわれる探偵。しかし田中総理に変装したZ団団長が突然ガスマスクを装着した際にはあまり怪しむ素振りを見せず、そのまま何も出来ず気絶させられてしまうなど、手腕は優れているとは言い難い。また、アキラと共に捜査をしようとしたところ怪奇鳥に襲われ、「一時間経って戻らなかったら乗り込んで下さい」と言われていたにもかかわらず夜まで隠れていた。
スミレ
探偵事務所で働く女性。モナリザの微笑みの代償を「100億円くらい」と推測していた（Z団が日本政府に要求したのは1000億円であった）。その後、父親をZ団に殺害された事を知らされ、ショックのあまり気を失った。
モモ
探偵事務所にいた少女。古川の娘。
コマキチ
探偵事務所にいた男の子。スミレの弟。アキラを「兄貴」と呼んで慕う。
古川の妻
古川探偵の妻で、モモの母。名前は不明。娘と共に夫を心配する。
スミレの父
国立博物館の警官。Z団が催眠スプレーを噴射して古川含めほとんどの警官が昏睡状態になったところをただ一人団員に掴みかかって抵抗したが、ピストルで銃撃され死亡した。
団長
Z団の団長。水色の顔面で額に円い突起がある怪人。構成員らを従えて田中総理に変装しモナリザの微笑みを盗んだ。その後アキラの手により絵画は奪還され自らは逮捕されるが脱走、顔面を回転させてアキラを挑発しながら去っていった。
一声で座っていた椅子から数メートル先まで跳躍したり、両腕に嵌められた手錠を無力化したりと非常に身体能力が高い。また、目から出る特殊な光線を通すと透明なアキラを見ることができる。
ワイングラスを片手にモナリザの微笑みを満悦の表情で眺めるなど、芸術に関してもこだわりを持っている事がうかがえる。その一方で冷酷な性格で、何の迷いもなく鶏をレーザー光線で焼き殺したり、アキラに質問の答えを出させる時間を取らずにすぐに拷問を行ったりしている。
Z団団員
Z団に所属する団員。団長と違い普通の人間である。りんごが宙に浮いただけで透明人間がいる事を瞬時に見抜いたり、透明なアキラの居場所を悟り一発でナイフを命中させるほど戦闘能力の高い者がいる一方、透明なアキラが宙に浮かせたりんごを見て驚愕する臆病な者もいる。
また、アキラに目を潰された者もいた。
団長への忠誠心は厚く、アキラが団長を人質にした際には素直に全員武器を捨てた。
田中総理
劇中の総理大臣。Z団の団長が彼に変装してモナリザの微笑みを盗んだ。本物の田中総理は会見にて、日仏親善の為に一刻も早く絵画を取り戻してZ団を捕らえるように訴えている。
怪奇鳥
Z団のアジトがある奇怪岬に棲む鳥。鳥であるが鋭い牙で人間を襲う習性がありアキラや古川を苦しめた。

## おこれ!!ノンクロ
※アニメの王国DVD収録「パイロット版A」、ベストフィールド「チャージマン研!」BDソフト特典DVD収録「パイロット版B」
- カラー16ミリフィルム、1巻、約15分(パイロット版A/パイロット版B共通)

### あらすじ（おこれ!!ノンクロ）
街から離れた郊外に住む秋野力作は、ある日裏山に隕石のようなものが落ちるのを発見する。その場所に行ってみると、そこには大きな穴が空いており力作はそこに転落してしまう。
気がつくとそこには2足歩行をする犬がいた。彼は宇宙犬の「ノンクロ」を名乗り、力作に謎の薬剤を渡す。疑いつつも飲んでみると飼い犬のレミの心が読めるようになった。やがてノンクロと心を通わせる力作だったが、ノンクロを飼うことに家中の猛反対を受け、レミと共に家出してしまう。

### 登場人物（おこれ!!ノンクロ）
秋野 力作（あきの りきさく）
(声の出演:パイロット版A/松尾佳子、パイロット版B/坂本千夏)
街からかなり離れた郊外の一軒家（力作曰く「念願のマイホーム」）に住む小学一年生。通称「リキ」。隕石が落ちた裏山の地下でノンクロと出会い心を通わせるが、家族に飼うのを反対されたためノンクロを追い払い、自身も家出した。
ノンクロに飲まされた薬剤で犬の思考が読み取れるようになっているが、ノンクロとの約束で他の人物には隠している。
ノンクロ
(声の出演:パイロット版A/龍田直樹、パイロット版B/間嶋里美)
宇宙からやってきた宇宙犬。オープニングでの映像から、隕石の中に入った状態で地球に落ちたと思われる。裏山で力作とレミに出会い意気投合、力作には犬の思考が理解できるようになる薬剤、レミには自身をパワーアップさせる力があるリボンを渡した。
自身が人間の言葉を話すことや犬の言葉が分かることを他の人物に話さないよう力作と約束した。
秋野 大作（あきの だいさく）
(声の出演:パイロット版A/滝雅也）
力作の父。出版社に勤務しており、上司である春山には頭が上がらない。
秋野 キミコ（あきの キミコ）
力作の母。ネズミが嫌いで、見ると絶叫する。
秋野 サクラ（あきの サクラ）
力作の姉で、中学一年生。おしゃれに気を使っている。
レミ
(声の出演:野崎貴美子)
白い体色の雌の犬。春山家に迷い込んできた所を保護され、秋野家に飼われることになった。一方的に好意を寄せるチャウを嫌っている一方、ノンクロは友達として大切に思っている。同デザインの犬は他のナック作品にも登場する。
春山
大作の上司で、大作の勤める出版社の編集長。力作らが住むものより大きな家に住んでいる。家に迷い込んだレミを大作に託す。
春山の妻
編集長の妻。語尾に「ざます」（一部「ざんす」の箇所もある）をつけて話す。
春山の娘
編集長の娘。力作らに吠えかかるチャウを注意する。
チャウ
(声の出演:増岡弘)
春山家の飼い犬。雄。人間、犬共に雌には目がなく、見かけるたびに赤面する。玄関で力作に尻尾を踏まれたことに因縁をつけ、家出した力作を野良犬達とともに襲撃する。
※「おこれ!!ノンクロ」はパイロット版Aとパイロット版Bの2種類が存在し、声の出演者が異なる。製作はAが先行作品でBが後の年代の作品である。

## アストロマン
※ベストフィールド「アストロガンガー」BDソフト(BFTD-0374)の映像特典として収録。
- カラー16ミリフィルム、1巻、約18分、企画・制作:(株)ナック

## ドンチャック
※現在は原版フィルムは存在せず未ソフト化、カラースチール写真のみ商品化の際に転用。
- 1974年製作、カラー16ミリフィルム、1巻、約15分、パイロット版はテレビシリーズ作品「ドン・チャック物語」として後に部分転用された為、マスターネガが存在しない。台本(黄色表紙、謄写版刷り、わら半紙製)表紙に「ドンチャック」(パイロット)記載あり。「ドン・チャック物語」の最初期ビデオソフト(VHS/日本ビデオ映像製)のジャケット表面のスチール写真は、このパイロット版ドンチャックのカラー設定(作画・キャラクターデザイン:田中英二)を転用した物。

ドンチャック
(声の出演:沢田和子)
ララ
(声の出演:落合美穂)
- 主題歌

オープニング「ざわざわ森の仲間たち」作詞:鈴川鉄久、作曲:西野琢也・ナック企画株式会社、歌(歌唱者):不詳
エンディング「星空の唄」作詞:鈴川鉄久、作曲:西野琢也・ナック企画株式会社、歌(歌唱者):不詳

## 星の王子さま
※ベストフィールド「星の王子さま プチ★プランス」BDソフト(BFTD-0381)の映像特典として収録。
- カラー16ミリフィルム、1巻、約19分、企画・制作:(株)ナック
- 2022年5月29日、(株)ICHI公式Youtubeチャンネルで初公開。

## のら犬ペスの冒険
※ベストフィールド「チャージマン研!」BDソフト特典DVDに収録。
- カラー16ミリフィルム、1巻、約20分

ペス
(声の出演:野沢雅子)

## とんち民話 がんばれ！彦一
※ベストフィールド「チャージマン研!」BDソフト特典DVDに収録。
- カラー16ミリフィルム、1巻、約15分

彦一
(声の出演:沢田和子)
その他
たてかべ和也、緒方賢一、田中真弓、増岡弘、龍田直樹

## みにっこ剣士
※ベストフィールド「チャージマン研!」BDソフト特典DVDに収録。
- カラー16ミリフィルム、1巻、約15分

みにっ子剣士
(声の出演:太田淑子)
ポン吉、馬
(声の出演:田の中勇)
みよちゃん
(声の出演:菊地紘子)

## SUE CAT
※ベストフィールド「チャージマン研!」BDソフト特典DVDに収録。
- カラー16ミリフィルム、1巻、約15分

スー
(声の出演:沢田和子)
ラン
(声の出演:野崎貴美子)
電気屋
(声の出演:龍田直樹)

## 関連商品
- ソニー・デジタル・エンターテインメントより発売のLINEスタンプ「チャージマン研!恐怖のメロディ」に、『スーパータロム』と『透明少年探偵アキラ』のキャラクターのものが収録されている[8]。